# Relapse Records
Relapse Records es una discográfica independiente de Estados Unidos localizada en el municipio de Upper Darby, en Pensilvania. Está especializada en distintas variantes de música metal y algunas bandas de rock, aunque durante su historia ha publicado músicos de otros géneros (experimental, noise, ambient, electrónica) en una división cerrada que se llamada Release Entertainment.

## Historia
El sello discográfico fue fundado por Matthew F. Jacobson en agosto de 1990 en el sótano de la casa de sus padres que se encuentra en Aurora, Colorado, bajo la orientación de su mejor amigo y mentor Kevin Kopp.[cita requerida] Los primeros dos lanzamientos por la discográfica fueron siete sencillos de las bandas de hardcore Velcro Overdose y Face of Decline, seguidas de cerca por tres bandas que se convertirían a largo plazo en grandes representantes del sello, tales como Deceased, Suffocation e Incantation. 
Matthew inicio Relapse Records realizando constantemente muchos lanzamientos y nunca especuló que el proyecto alcanzara muchos logros en el futuro, convirtiéndose en la labor principal y centro de atención de Matthew. Matthew utilizó una extensa lista de contactos que obtuvo en una revista para fanáticos, para así conseguir no solo personal que laborara junto a él en el sello, sino a artistas que se interesaran en firmar con Relapse.
Después de esto, Matt Jacobson conoció a William Yurkiewicz Jr., quien se volvió su compañero en la discográfica. Yurkiewicz ya había fundado su propio sello discográfico, el cual había lanzado álbumes de las bandas General Surgery, Disrupt, Destroy, Misery y Exit-13. Ambos unieron fuerzas para crear Relapse Records, enfocados a realizar materiales profesionales de alta calidad en cuanto a música extrema se refiere.
En 1991, el sello cambió su locación a Millersville, Pennsylvania. En 1992, el sello expandió su gama productiva con un recientemente creado subsidio llamado Release Entertainment, el cual se especializaba en música experimental, ambient, industrial y noise. Con el continuo crecimiento vino una distribución al por mayor de material referente con la música metal por todo Estados Unidos vía correo. Pronto, de esta misma forma, el material fue distribuido por casi todo el mundo.
A lo largo de los años Relapse Records continúa creciendo y firmando contrato con más y más artistas de diversos géneros y en 1996, Relapse se expandió más allá de un típico sello discográfico para desvelar en el RESOUND Music Resource Guide. RESOUND dio a los fanes acceso directo a las listas del sello a través de entrevistas además de ofrecerles catálogos de sus productos por correo.
En 1998 Relapse Records abrió algunas oficinas en Berlín y a su vez estableció un contrato de distribución en Alemania. El segundo hito vino en el 2003 cuando el primer Relapse Contamination Festival se dio lugar del 18 al 19 de enero en el Trocadero Theatre (Teatro Tocadero) en Filadelfia. El festival contó con la participación de artistas de Relapse Records. 
En el año 2000 Relapse Records se reubicó en Upper Darby, en los exteriores de Filadelfia.

## Música
La discográfica se especializa en variaciones extremas y experimentales del metal y el rock, mayormente de punk-rock y tiene un largo historial de bandas contratadas que cultiva, influencia y se dedica a seguir integrando a sus filas a todavía más bandas de todo el mundo que tocan "música extrema", las cuales, por algunas razones, han sido ignoradas por los medios masivos y comerciales,[cita requerida] por ejemplo, las bandas Nile, Mortician, Amorphis, Neurosis, Agoraphobic Nosebleed, Exhumed, Pig Destroyer, Nasum y Alchemist. Recientemente y sin embargo, Relapse Records ha participado en la escena comercial,[cita requerida] apareciendo en las portadas de la famosa revista Kerrang! y han aparecido videos de bandas firmadas con el sello en programas musicales populares, especialmente de bandas como The Dillinger Escape Plan y Mastodon.

## Lista de bandas de Relapse Records
La siguiente lista posee bandas que actualmente o en un pasado firmaron contrato con Relapse Records.
- 16
- 27
- Abscess
- Abysmal Dawn
- Adrenalin O.D.
- Agenda of Swine
- Agoraphobic Nosebleed
- Alabama Thunderpussy
- Alchemist
- Allegory Chapel Ltd.
- Amber Asylum
- Amorphis
- Anal Cunt
- Antigama
- Atrax Morgue
- Baroness
- Bastard Noise
- Benediction
- Benümb
- Birds of Prey
- Black Anvil
- Blood Duster
- Bodychoke
- Bongzilla
- Brian Posehn
- Brighter Death Now
- Broken Bones
- Brume
- Brutal Truth
- Buried Inside
- Burnt by the Sun
- Burst
- Car Bomb
- Cephalic Carnage
- Ceremony
- Citizen
- Coalesce
- Coldworker
- Coliseum
- Con-dom
- Contrastic
- Control Denied
- Convulse
- The County Medical Examiners
- Cretin
- Cripple Bastards
- Cryptic Slaughter
- Daylight Dies
- Dead Horse
- Dead World
- Death
- Deceased
- Dekapitator
- Destroy
- The Dillinger Escape Plan
- Disembowelment
- Disfear
- Dismember
- Disrupt
- Dissecting Table
- Dissection
- Don Caballero
- Doomed
- Dying Fetus
- Dysrhythmia
- East West Blast Test
- Embalmer
- Employer, Employee
- Enemy Soil
- Enslaved
- The End
- Exhumed
- Exit-13
- Facedowninshit
- Final Conflict
- Flesh Parade
- Fredrik Thordendal's Special Defects
- Fuck the Facts
- Full of Hell
- Gadget
- General Surgery
- Genghis Tron
- Genocide Superstars
- God Macabre
- Godflesh
- Gore Beyond Necropsy
- Gorerotted
- Goreaphobia
- Graves of Valor
- Haemorrhage
- Halo
- Haters
- Hemdale
- Hero Destroyed
- High on Fire
- Howl
- Human Remains
- Hybrids
- Hypocrisy
- Illusion of Safety
- Incantation
- Inevitable End
- Integrity
- Japanese Torture Comedy Hour
- The Joy of Disease
- Jucifer
- Kalibas
- Kapotte Muziek
- Karaboudjan
- Kazumoto Endo
- Kingdom of Sorrow
- Last Satanic Dance
- Leng Tch'e
- Lethal Aggression
- Lost Soul
- Love Like Blood
- The Luddite Clone
- Lull
- Malformed Earthborn
- Mandible Chatter
- Man Must Die
- Magrudergrind
- Masonna
- Mastodon
- Megaptera
- Merzbow
- Mindrot
- Minsk
- Misery Index
- Morgion
- Mortician
- Myrkur
- MSBR
- Mumakil
- Namanax
- Napalm Death
- Nasum
- Nebula
- Necrophagist
- Neurosis
- Nightstick
- Nile
- Nostalgia
- Nothing
- Obscura
- Origin
- O Yuki Conjugate
- Pan-Thy-Monium
- Pentagram
- People
- Phobia
- Pica
- Pig Destroyer
- James Plotkin
- Pyogenesis
- Purge
- Red Harvest
- Repulsion
- Regurgitate
- Revocation
- Ringworm
- Robert Rich
- Rumpelstiltskin Grinder
- Rune
- Runzelstirn And Gurglestock
- Rwake
- Scourge
- Season of Sickness
- Sinister
- Skin Crime
- Skinless
- Smell & Quim
- Soilent Green
- Solarus
- Subarachnoid Space
- Subterranean Source
- Suffocation
- Tactile
- Tearbox
- Terminal Sound System
- Time of Orchids
- Today Is The Day
- Tombs
- Toxic Holocaust
- Trial of the Bow
- Tribes of Neurot
- Tuu
- Unearthly Trance
- Unsane
- Uphill Battle
- Valley of Decapitated Horses
- Vidna Obmana
- Victims
- Voivod
- Vverevvolf Grehv
- Weekend Nachos
- Womb
- Yen Pox
- Zeke
- Zombi